# Casa Sarrà
La Casa Sarrà és una obra de Girona inclosa a l'Inventari del Patrimoni Arquitectònic de Catalunya.

## Descripció
És un edifici entre mitgeres de planta baixa i tres pisos. Les tres obertures d'accés al carrer són d'arc de mig punt amb columnes als brancals. El principal s'emfatiza amb una tribuna i balustrada de pedra i els altres dos tenen balcons amb barana de ferro. La façana presenta un arrebossat clar i tres franjes decoratives formades per maóns i motius esgrafiats.

## Història
L'any 1928 Josep Esteve projecta la reforma i ampliació d'aquesta casa propietat de Marià Sarrà per convertir-la en casa de pisos de lloguer. La façana ha estat recentment restaurada.